# Alexanderplatz (metropolitana di Berlino)
La stazione di Alexanderplatz è una stazione della metropolitana di Berlino, posta all'incrocio delle linee U2, U5 e U8.
È posta sotto tutela monumentale (Denkmalschutz).

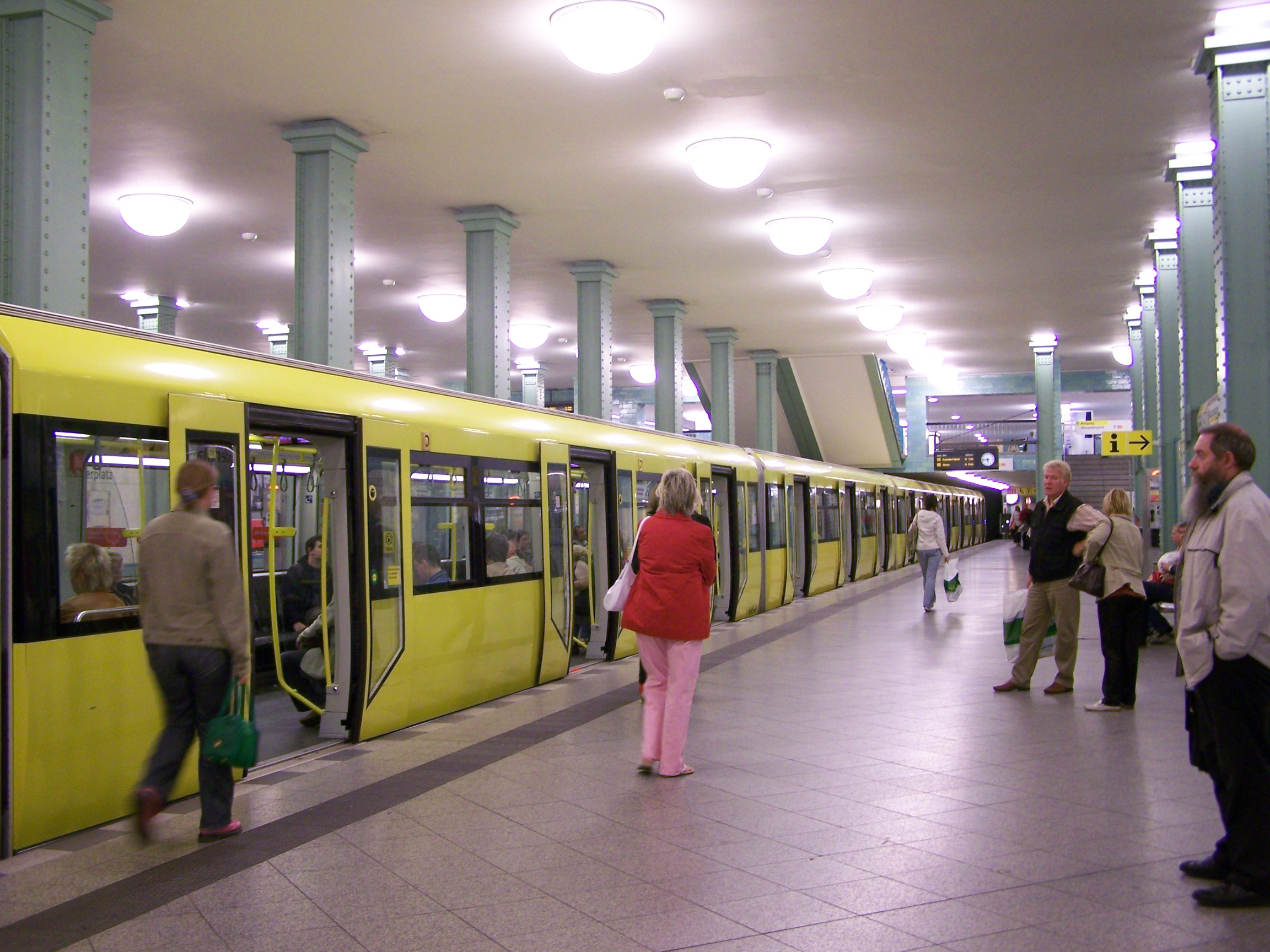
U5, nuovo treno diretto per Honow
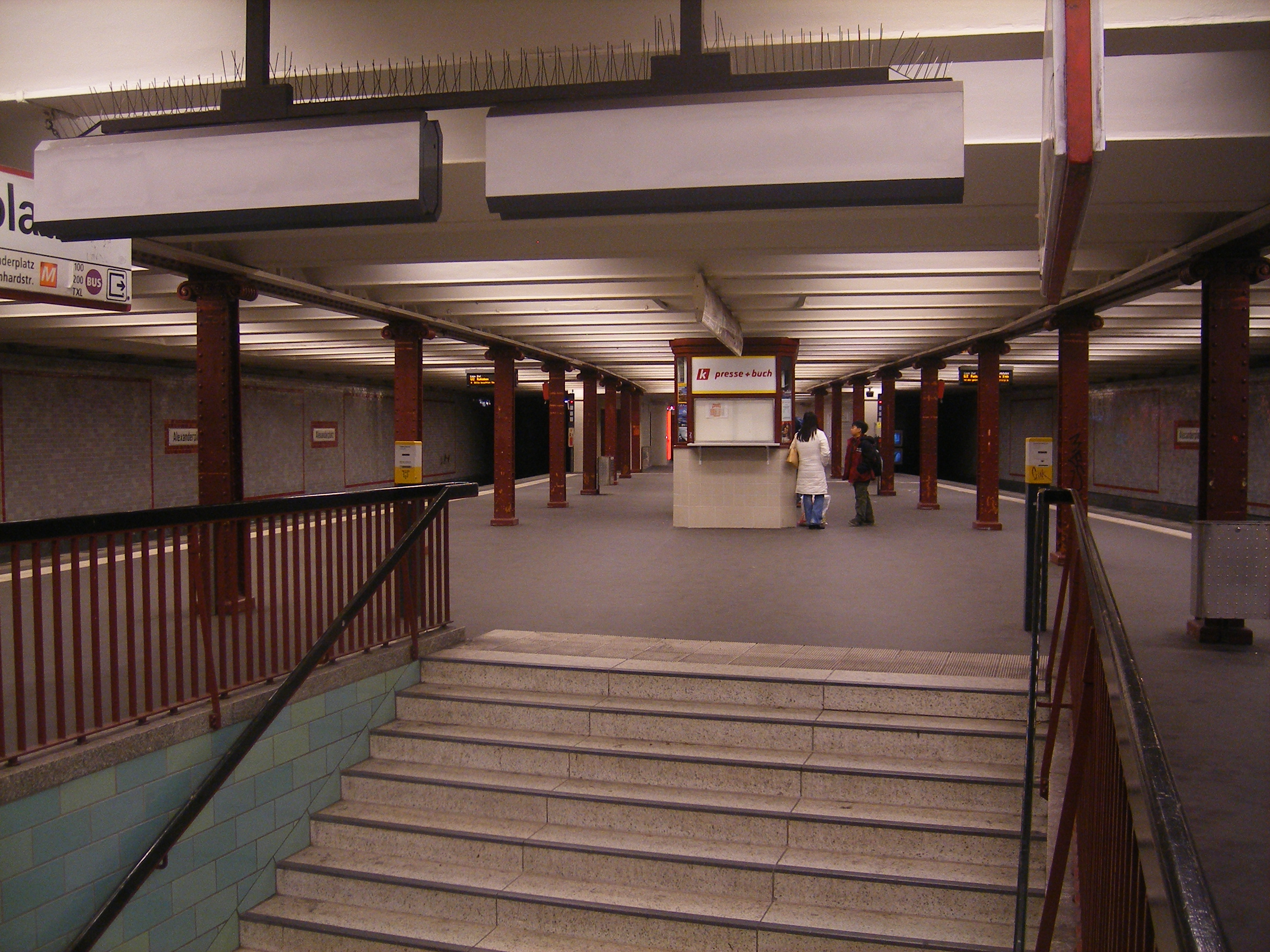
U2, direzione nord
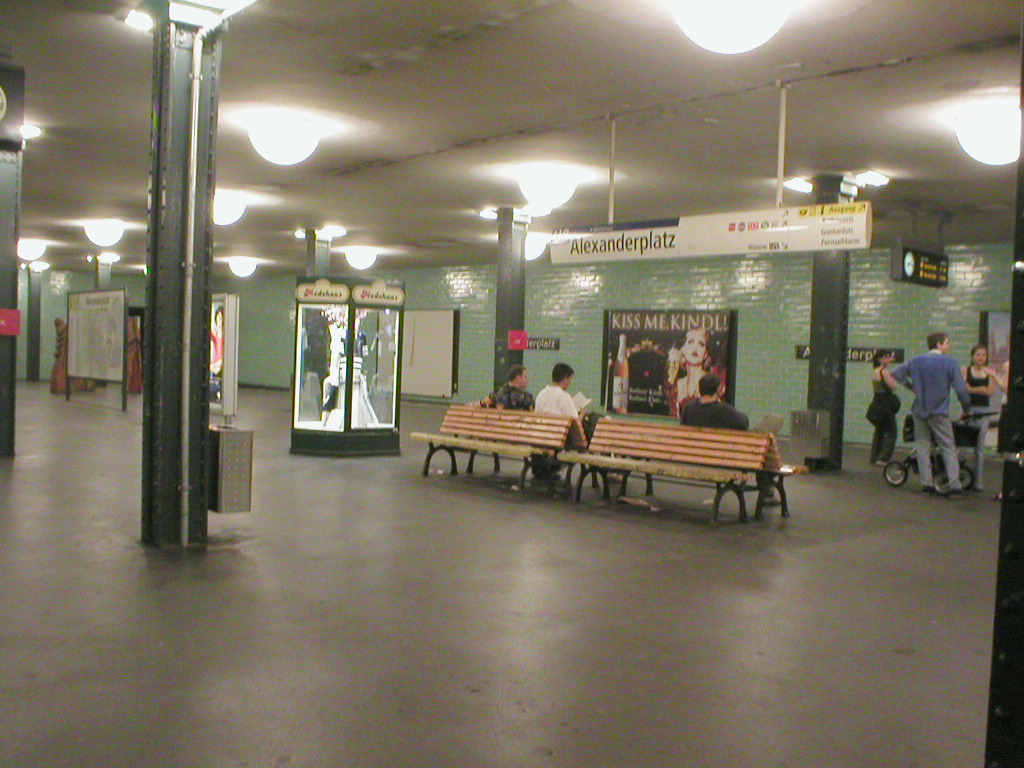
U8, prima delle ristrutturazioni nel 2004

## Storia

### La stazione della linea U8
La stazione della linea Gesundbrunnen-Neukölln («GN-Bahn») – successivamente denominata «linea D» e oggi «U8» – entrò in esercizio il 10 aprile 1930 contemporaneamente alla tratta dalla stazione di Gesundbrunnen alla stazione di Neanderstraße (oggi denominata «Heinrich-Heine-Straße»).
A partire dal 18 agosto 1961, in conseguenza della costruzione del Muro di Berlino e delle conseguenti nuove disposizioni emanate dal governo della Repubblica Democratica Tedesca, la stazione di Alexanderplatz, analogamente a tutte le altre della linea ricadenti nel settore orientale della città, entrò a far parte del gruppo delle cosiddette «stazioni fantasma»: i treni, eserciti dalla BVG occidentale, percorrevano la linea senza effettuare le fermate site nel settore orientale.
La stazione fu riaperta il 1º luglio 1990, alcuni mesi dopo la caduta del Muro, e poche settimane prima della riunificazione tedesca.

## Interscambi
- Stazione ferroviaria (Alexanderplatz)[5]
- Fermata tram (S+U Alexanderplatz/Dircksenstraße, linea M2)[6]
- Fermata tram (S+U Alexanderplatz/Gontardstraße, linee M4, M5 e M6)[6]
- Fermata autobus